# Ectropis fulgurigera
Ectropis fulgurigera är en fjärilsart som beskrevs av Walker 1869. Ectropis fulgurigera ingår i släktet Ectropis och familjen mätare. Inga underarter finns listade i Catalogue of Life.